# Copa dos Refugiados e Imigrantes
Uma linguagem universal para estimular a inclusão e cidadania dos refugiados/imigrantes. A Copa dos Refugiados e Imigrantes, conhecida também somente como Copa dos Refugiados , é uma competição amadora de futebol que ocorre no Brasil desde 2014, organizada pela entidade PDMIG " Pacto pelo Direito de Migrar antigamente chamada (África do Coração). É um maior projeto no âmbito de integração, que reúne refugiados e migrantes, incentivando seus protagonismo em várias oficinas e torneios de futebol onde estas pessoas representam os seus países de origens, posteriormente o Estado e/ou País de acolhimento para uma boa integração local. Gerando uma pauta positiva e evidenciar a pauta de refúgio e imigração no mundo. Além de ser uma grande oportunidade para a mídia espontânea dar maior visibilidade às marcas / empresas patrocinadoras deste evento que tem  selo das agências da ONU.O evento esportivo reúne jogadores de diferentes nacionalidades, em especial refugiados e solicitantes de refúgio no Brasil, a fim de promover a integração e confraternizações entre as comunidades migrantes e brasileiras, além de trazer visibilidade às pautas dos refugiados no país.
MAIS QUE JOGOS DE FUTEBOL
A Copa ultrapassa a competição e promove a integração entre os jogadores e a população local, traz uma boa visibilidade ao tema do refúgio/imigração no país e revelar os talentos e conhecimentos dessa população. O futebol é uma paixão. Práticas esportivas como a Copa dos Refugiados e Imigrantes, são um catalisador de empoderamento e autoestima que contribui para a coesão social e o estreitamento dos laços com as comunidades de acolhida.

## Histórico
A primeira edição do torneio Copa dos Refugiados e Imigrantes aconteceu em 2014, e contou com seleções de 16 países, todas formadas por refugiados ou solicitantes de refúgio que vivem na cidade capital do São Paulo - Brasil. A segunda edição foi realizada em 2015 que torno o projeto a
Organizada pelos próprios refugiados da organização PDMIG - África do Coração, a edição de 2014 da competição esportiva contou com o apoio da Caritas São Paulo, do Alto Comissariado das Nações Unidas para Refugiados (ACNUR), da ONU Mulheres e da UNAIDS .
| “ | “Promover a integração e a inclusão dos povos no meio de futebol; criar um espaço para livre expressão dos refugiados e imigrantes; incentivar os respectivos protagonismos, mostrar as realidades visibilizando a vida migrantes para o publico brasileiro, e assim , dar mais um passo para romper os preconceitos, as discriminações e combater a xenofobia. Além de, chamar atenção para as necessidade de inserção de migrantes na sociedade e de reconhecimento de suas respectiva riquezas culturais.” | ” |

O esporte como uma linguagem universal é um  meio efetivo de integração porque promove a  sociabilização, propícia à vivência do lazer, e atua  como um exercício de saúde mental. Além disso,  traz uma visibilidade muito positiva ao contexto  das pessoas em situação de refúgio, reforçando  suas capacidades e resiliência. Não se trata  apenas de disputas futebolísticas, mas, oferecer  também workshops multiculturais de e para refugiados (Homens, Mulheres e Crianças).  Sendo assim, uma ótima oportunidade de  confraternização das comunidades dos  refugiados e migrantes, disputando um  torneio onde representam seus países e  gerando uma pauta positiva para a esse tema,  sobretudo com o intuito de romper o  preconceito e quebrar barreiras culturais  incentivando a inclusão social no Brasil.
A PDMIG é uma organização internacional da sociedade civil fundada e liderada pelos próprios imigrantes, que desempenham um papel protagonista nas negociações das políticas migratórias, na defesa dos direitos de migrar e, no combate a todo tipo de preconceito e discriminação aos imigrantes e refugiados.  Atua em favor da integração viabilizando sua participação, e mostrando suas realidades para o público local a fim de quebrar as barreiras culturais, a xenofobia e promover uma integração real destas pessoas com a  sociedade.

## Resultados
- Dar visibilidade à causa com uma pauta positiva; - Gerar protagonismo social aos refugiados/imigrantes; - Criar uma torcida pela causa de migração e refúgio; - Viabilizar ações concretas de inclusão social por meio da PDMIG e seus parceiros. As parcerias nos auxiliam na realização do projeto, atendendo a necessidades como: transporte até os locais do evento, passagens aéreas, equipamentos esportivos, lanches, hospedagem, água, bolas, troféus, medalhas e, além disso, oferecem toda a estrutura necessária realizar campeonatos e outras oficinas, como a concessão de campos em local adequado para receber grandes públicos.

Os anos de 2020 e 2021 não foram alcançados devido à pandemia COVID-19 que dificultou a sua realização, sendo necessário planear uma edição internacional deste megaprojeto nos dois países onde o futebol é uma paixão. O projeto é realizado em datas pré-estabelecidas de acordo com a disponibilidade de cada cidade. Será realizado em dois países em 2022, no Brasil e na Argentina. A renomada competição acontecerá de forma inédita, em 8 estados brasileiros. Na Argentina, será em Buenos Aires. Com mais 1.840 atletas de 92 seleções formadas nos dois países-sede e  mais de 64 nacionalidades.